# Romances tour
Romances Tour est une tournée de concerts effectuée par Luis Miguel au cours des années 1997 et 1998 pour promouvoir son nouvel album Romances. Pour présenter cet album, deux conférences de presse ont été organisées, l'une au Rainbow Room à New York et l'autre au Casino de Madrid (en), en Espagne.
Au cours de cette tournée, Luis Miguel a présenté sa dernière production ainsi que ses dernières chansons pop. Pollstar (en) a mentionné cette tournée comme l'une des vingt meilleures ventes de tous les temps, et l'un des vingt artistes dont la plupart des billets ont été vendus à un même endroit dans l'histoire de la musique. La tournée a consisté en 80 concerts et a été suivie par environ un million de fans.

## Histoire
Cette tournée débute en septembre aux États-Unis où Miguel donne un total de neuf concerts à Las Vegas et Los Angeles. Puis, en octobre, il a commencé sa saison de concerts au Mexique, plus précisément à Monterrey et à Mexico,,.
En novembre, il s'est rendu en Amérique du Sud (Argentine et Chili) puis à Porto Rico et a commencé ensuite une vaste série de concerts aux États-Unis dans les villes suivantes : Orlando, Miami, San Antonio, El Paso, San Diego, Tucson, Houston, South Padre, New York, Rosemont, Fairfax, Atlantic City, Anaheim, Los Angeles, Phoenix, San José, Sacramento et Las Vegas pour un total de 32 concerts,,.
Puis, au mois de mai, la tournée se termine en Espagne (pays qui revient après 6 ans d'absence depuis sa présentation à l'Expo 92 de Séville) avec 9 concerts,,.

## Accueil
Miguel a lancé sa tournée Romances, composée de 80 concerts, à Las Vegas, au Nevada, le 12 septembre 1997. Les spectacles ont mis en vedette Miguel qui a interprété des arrangements de danse-pop et de boléro pendant deux heures et demie. Adam Sandler de Variety a exprimé une réaction mitigée au concert donné à l'Universal Amphitheatre de Los Angeles. Il a fait remarquer que Miguel reconnaissait rarement son public ou s'aventurait rarement sur le devant de la scène. Robert Hilburn du Los Angeles Times a eu une réaction plus positive, le décrivant comme un « mélange merveilleusement conçu et merveilleusement exécuté de la tradition de la musique latine ». Un autre collaborateur du Times, Ernesto Lechner, a écrit que la performance de boléro de Miguel à l'arène Arrowhead Pond en Californie « a fait tomber la maison » et a déclaré que l'expérience du concert était « assez proche » de la Beatlemania. À New York, Miguel a donné cinq concerts consécutifs au Radio City Music Hall. À Mexico, il a donné dix-sept concerts consécutifs à l'Auditorium national, où il a été le concert le plus lucratif d'un artiste latin cette année-là. La tournée s'est également rendue en Amérique du Sud, notamment au Chili et en Argentine, et s'est poursuivie jusqu'en mai 1998, date à laquelle Miguel a donné des concerts dans toute l'Espagne. Miguel a été le premier artiste latin à être intronisé dans le Top 20 All-Time Grossing Tours de Pollstar pour la plupart des billets vendus pour des concerts consécutifs dans un même endroit en 1997.

## Setlist
Cette set-list est celle du concert du 12 septembre 1997 à Las Vegas. Elle ne représente pas toutes les dates de la tournée.
1. « Si Te Vas »
2. « Que Tú Te Vas »
3. Medley:
  - « Un Hombre Busca Una Mujer »
  - « Cuestión De Piel »
  - « Oro De Ley »
4. Medley de ballades:
  - « Yo Que No Vivo Sin Ti »
  - « Amante Del Amor »
  - « Culpable O No »
  - « Mas Allá de Todo »
  - « Fría Como el Viento »
  - « Entrégate »
  - « Tengo Todo Excepto a Ti »
  - « Hoy El Aire Huele A Ti »
  - « La Incondicional »
5. « Todo Por Su Amor »
6. « Tú y Yo »
7. « Voy a Apagar la Luz / Contigo Aprendí »
8. « La Gloria Eres Tú »
9. « Encadenados »
10. « El reloj »
11. « De Quererte Así »
12. « Somos Novios »
13. « Sabor a Mí »
14. « El Día Que Me Quieras »
15. « Uno »
16. « Inolvidable »
17. « No Sé Tú »
18. « Por Debajo de la Mesa »
19. « Nosotros »
20. « Bésame Mucho »
21. « La Media Vuelta »
22. « Y »
23. « Que Seas Feliz »
24. « Échame A Mí La Culpa »
25. « Mi Ciudad »
26. « La Bikina »
27. « Sueña »
28. « Dame »
29. « Suave »

Rappel
1. « Como Es Posible Que A Mi Lado »
2. « Será Que No Me Amas »
3. « Cuando Calienta El Sol »

## Orchestre
Les musiciens ayant participé aux différents concerts,.
- Luis Miguel - chant
- Kiko Cibrian - guitare (1997)
- Todd Robinson - guitare (1998)
- Francisco Loyo - piano, claviers
- Victor Loyo - batterie
- Gerardo Carrillo - basse
- Tommy Aros - percussion
- Arturo Pérez - claviers
- Jeff Nathanson - saxophone
- Francisco Abonce - trompette
- Juan Arpero - trompette
- Alejandro Carballo - trombone
- Antonio González - requinto
- Shana Wall - chœurs (1997)
- Francis Benitez - chœurs (1997)
- Sara LaPorte - chœurs (1997)
- Alice - chœurs (1998)
- Unique - chœurs (1998)